# كفر العزازي
قرية كفر العزازى هي إحدى القرى التابعة لمركز أبوحماد في محافظة الشرقية في جمهورية مصر العربية. حسب إحصاءات سنة 2006، بلغ إجمالي السكان في كفر العزازي 18179 نسمة، منهم 9296 رجل و8883 امرأة.